# London Canal Museum
London Canal Museum – muzeum techniki w Londynie, w rejonie stacji King’s Cross. Placówka gromadzi i eksponuje zbiory o historii londyńskich kanałów, żeglugi rzecznej i portach.

## Historia
Muzeum zostało otwarte w 1992. Mieści się w wiktoriańskim magazynie lodu, z którego korzystał Carlo Gatti. Budynek został zbudowany w latach 1862-1863, aby pomieścić lód importowany z Norwegii statkiem i barką rzeczną. Pod budynkiem zachowały się dwie studnie lodowe, z których jedną można zwiedzać w ogólnodostępnej części muzeum.

## Wystawy i działania
Wystawy obejmują wszystkie aspekty funkcjonowania dróg wodnych w Wielkiej Brytanii. Muzeum organizuje comiesięczne wykłady letnie, zajęcia dla rodzin, spacery z przewodnikiem po ścieżkach holowniczych i wycieczki z przewodnikiem po Tunelu Islington. Muzeum sponsoruje dwie łodzie w National Waterways Museum, które są częścią kolekcji narodowej. Placówka zapewnia wsparcie finansowe Boat Museum Society, organizacji wolontariackiej, która współpracuje z National Waterways Museum w zakresie renowacji i konserwacji historycznych łodzi.

## Lokalizacja
Muzeum znajduje się w londyńskiej dzielnicy King’s Cross, przy Regent’s Canal. Dostępny dla zwiedzających jest Basen Battlebridge.

## Galeria

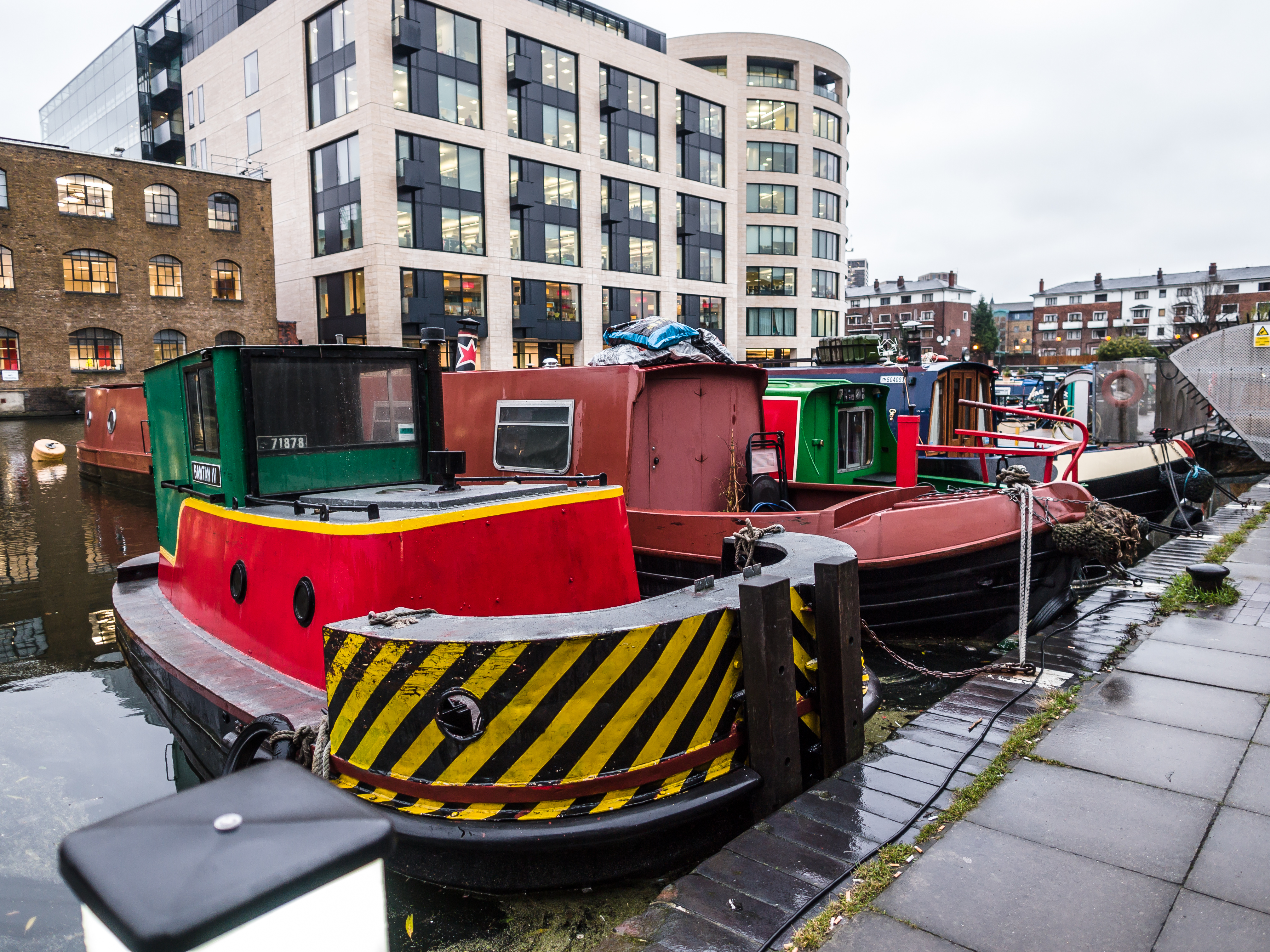
Ekspozycja statków i barek
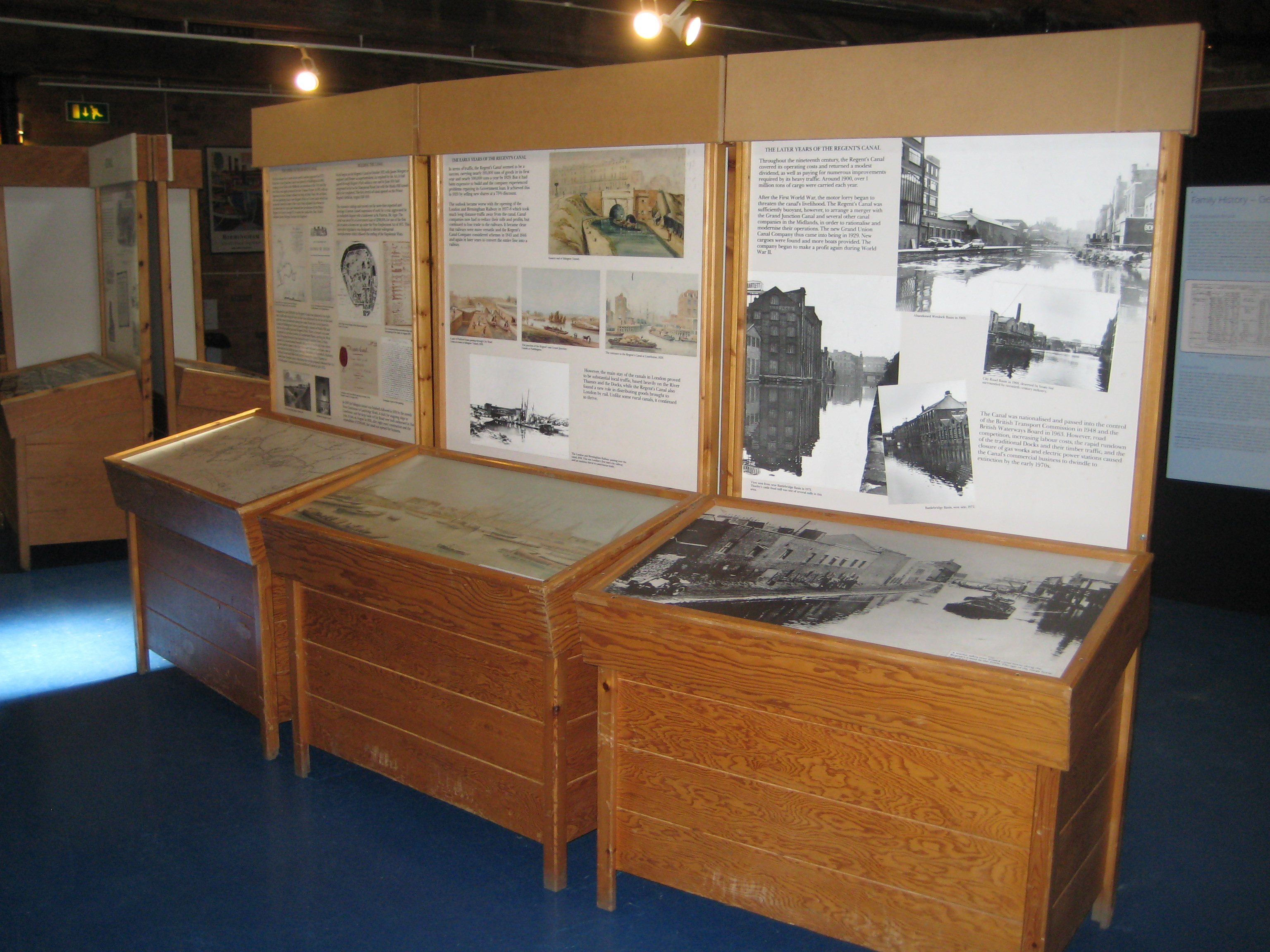
Fragment wystawy
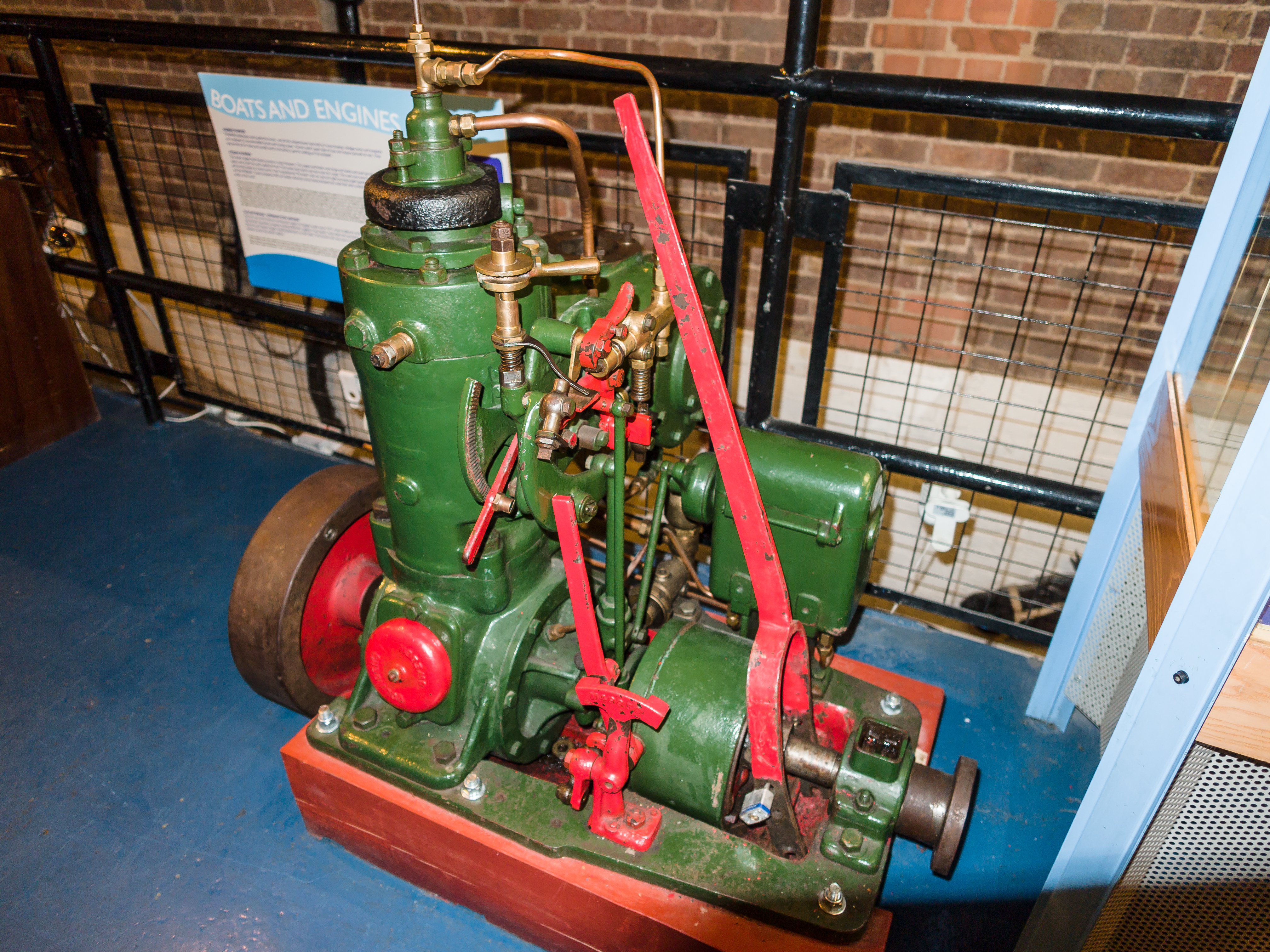
Jeden z prezentowanych silników